# Charleston (Vermont)
Charleston – miasto w Stanach Zjednoczonych, w stanie Vermont, w hrabstwie Orleans.